# Kruhové napětí

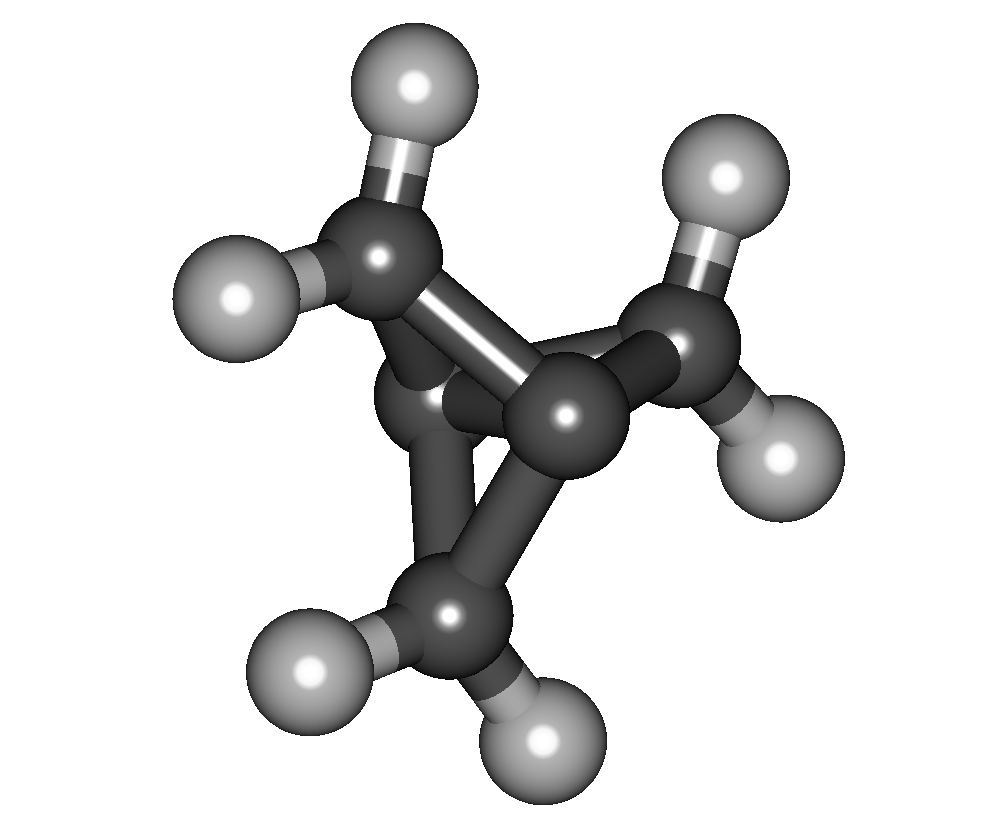
1.1.1-propelan (C_{2}(CH_{2})_{3}), molekula s jednou z nejvyšších hodnot kruhového napětí

Kruhové napětí je druh nestability vyskytující se v molekulách, jejichž vazby vytvářejí neobvyklé úhly. Často se objevuje u malých kruhů, jako například cyklopropanu, cyklobutanu a jejich derivátů, u nichž jsou příslušné úhly mnohem menší než ideální hodnota okolo 109°. Toto napětí zvyšuje spalná tepla sloučenin, u kterých se vyskytuje.
Kruhové napětí je kombinací úhlového, konformačního a transanulárního (známého také jako van der Waalsovo nebo Prelogovo napětí). Nejjednodušší případy úhlového napětí se objevují u cykloalkanů, jako jsou cyklopropan a cyklobutan.
Energii kruhového napětí lze definovat jako energii potřebnou k narušení vazeb a vazebných úhlů takovým způsobem, že dojde k uzavření kruhu. Tato energie má vliv na entalpie sloučenin a kinetiku a termodynamiku reakcí.

## Historie
Teorii kruhového napětí poprvé popsal Adolf von Bayer v roce 1890; do této doby se předpokládalo, že existují pouze torzní a sterické interakce; Bayerova teorie byla založena na interakcích kruhových napětí.  
Bayerova teorie byla založena na předpokladu, že jsou cyklické molekuly rovinné. Po jejím vydání oznámil Hermann Sachse, že tyto kruhy nemusí být rovinné a mohou tvořit různé konformace. Tyto dvě teorie později spojil Ernst Mohr za účelem vysvětlení stability šestičlenných kruhů a jejich hojného výskytu v přírodě, a také energií jiných cyklických sloučenin.

## Úhlové (Baeyerovo) napětí

### U alkanů
U alkanů se nejlepšího překryvu orbitalů dosahuje při vazebném úhlu 109,5°. Nejrozšířenějšími cyklickými sloučeninami jsou ty s pěti a šesti atomy v kruhu. V roce 1905 obdržel Adolf von Baeyer Nobelovu cenu za chemii za objev úhlového napětí, kterým v roce 1885 vysvětlil poměrné stability cyklických molekul.
Úhlové napětí se objevuje tehdy, když vazebné úhly za účelem dosažení konformací s maximálními energiemi vazeb odchýlí od ideálních hodnot.
Úhlové napětí způsobuje destabilizaci molekul, která se projevuje vyšší reaktivitou a zvýšením spalného tepla. Míru úhlového napětí lze udávat jako jeho energii.
{\displaystyle {\ce {C}}_{n}{\ce {H}}_{2n}+{\tfrac {3n}{2}}{\ce {O2}}\longrightarrow n{\ce {CO2}}+n{\ce {H2O}}-\Delta H_{\text{spal.}}}
Normalizované energie, umožňující srovnávání úhlového napětí u různě velkých kruhů, se uvádějí jako molární spalná tepla na methylenovou skupinu (CH2).
| Velikost kruhu | Energie napětí (kJ/mol) |    | Velikost kruhu | Energie napětí (kJ/mol) |
| -------------- | ----------------------- | -- | -------------- | ----------------------- |
| 3              | 115                     |    | 10             | 51,9                    |
| 4              | 110                     | 11 | 47,3           |                         |
| 5              | 26                      | 12 | 17             |                         |
| 6              | 0,4                     | 13 | 22             |                         |
| 7              | 26                      | 14 | 8,0            |                         |
| 8              | 41                      | 15 | 8,0            |                         |
| 9              | 53                      | 16 | 8,4            |                         |

Cykloalkany mívají menší kruhová napětí než odpovídající cykloalkeny, což lze ukázat například srovnáním cyklopropanu a cyklopropenu.

### Úhlové napětí u alkenů
U cykloalkenů je kruhové napětí částečně i důsledkem narušení sp2-hybridizace uhlíkových atomů; příkladem je buckminsterfulleren (C60), u kterého získávají uhlíky pyramidální geometrii a toto narušení zvyšuje reaktivitu molekuly. Úhlové napětí je rovněž základem Bredtova pravidla, které říká, že můstkové atomy uhlíku se u alkenů prakticky nevyskytují, protože by dodávaly molekule příliš vysoké úhlové napětí.

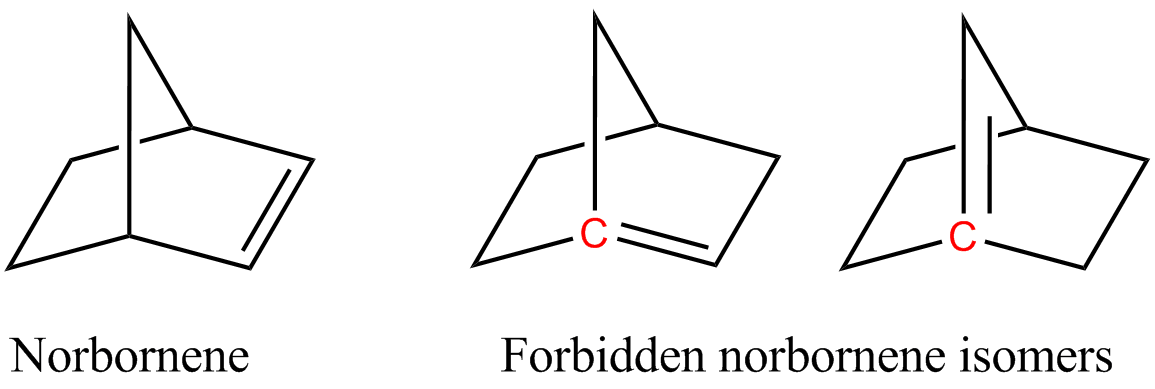

Malé trans-cykloalkeny mívají tak velká kruhová napětí, že nemohou existovat delší dobu. Nejmenším izolovaným trans-cykloalkenem je tak trans-cyklookten. Trans-cyklohepten byl spektrofotometricky detekovatelný po několik minut and trans-cyklohexen by mohl být meziproduktem některých reakcí. Menší trans-cykloalkeny nejsou známy. Malé cis-cykloalkeny vykazují výrazné kruhové napětí, ale mnohem slabší než příslušné trans-cykloalkeny.
Nenasycené vazby u alkenů jejich kruhové napětí zvyšují, například u cyklopropenu je silnější než u cyklopropanu. Tento rozdíl je způsoben odlišnými hybridizacemi a geometriemi molekul. Cyklopropen má i vyšší úhlové napětí; tento vztah ale neplatí u každé dvojice cykloalkan/cykloalken.

## Torzní (Pitzerovo) napětí

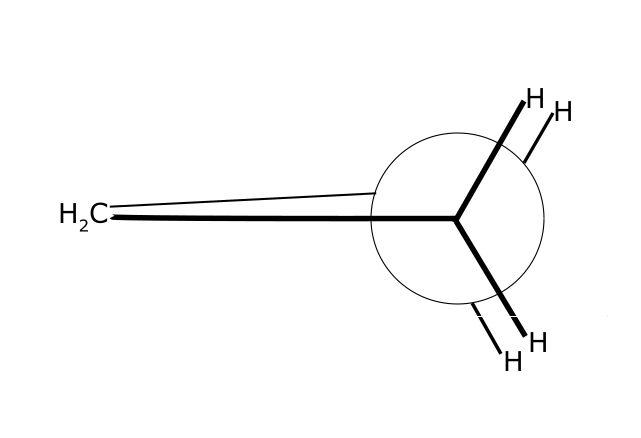
Newmanova projekce cyklopropanu znázorňující zákrytové interakce vytvářející torzní napětí

U některých molekul, jako je například cyklopropan, se vedle úhlového objevuje také torzní napětí. Jeho vazby uhlík-uhlík vytvářejí úhel 60°, výrazně odchýlený od ideální hodnoty 109,5°, takže má na jeho kruhovém napětí největší podíl napětí úhlové. Protože jsou ale atomy vodíku v zákrytové konformaci, tak se u něj objevuje i torzní napětí.

## Příklady
V cykloalkanech je každý atom uhlíku kovalentně vázán na dva uhlíky a dva vodíky. Uhlíkové atomy mají sp3 hybridizaci a jejich ideální vazebné úhly činí 109,5°; tento úhel bývá však dosahován pouze u šestičlenných kruhů, konkrétně cyklohexanu v židličkové konformaci. Jiné cykloalkany mají odlišné vazebné úhly.
Nejvyšší hodnoty kruhového napětí se vyskytují u tří- až pětičlenných kruhů, jako jsou cyklopropany, cyklopropeny, cyklobutany, cyklobuteny, [1,1,1] propelany, [2,2,2]propelany, epoxidy, aziridiny, cyklopenteny a norborneny. Jejich vazebné úhly jsou menší než ideální hodnoty pro tetraedrické sp3 hybridizované molekuly (109,5°) a trigonálně rovinné sp2 hybridizované molekuly (120°). V důsledku menších úhlů mají vazby vyšší energie a výraznější p-povahu, která se snaží tyto energie snižovat; uvedené struktury mají také omezené možnosti tvorby různých konformací, což prostřednictvím Van der Waalsových sil zvyšuje energii kruhového napětí.
- cyklopropan, C3H6 — vazby C-C-C vytváří úhel 60°, zatímco u tetraedrických molekul by se dalo očekávat 109,5°.[7] Silné úhlové napětí způsobuje nelineární překryvy sp3 orbitalů.[6] Vzhledem k této nestabilitě je cyklopropan reaktivnější než ostatní alkany.[6] Protože cyklopropan obsahuje pouze tři uhlíky a libovolné tři body leží vždy ve stejné rovině, tak je jeho molekula rovinná.[7] Úhel H-C-H je 115° oproti 106° u CH2 skupin propanu.[7]
- Cyklobutan, C4H8, by v případě, že by byl plně rovinný, měl vazebné úhly 90°oproti očekávaným tetraedrickým 109,5°;[6] skutečná velikost úhlů C-C-C činí 88°, protože zaujímá mírně pokřivenou formu, která omezuje torzní napětí (ale mírně navyšuje napětí úhlové).[6] Většinu kruhového napětí cyklobutanu tak způsobuje úhlové napětí.[7]
- Cyklopentan, C5H10, by v případě plně rovinné pětiúhelníkové struktury měl vazebné úhly 108°;[6] vytváří ale neustále se měnící struktury.[6]
- U cyklohexanu, C6H12, může židličková konformace vytvořit ideální úhly, ale nestálá položidličková konformace vykazuje mírné napětí u úhlů C-C-C, jejichž velikost se pohybuje mezi 109,86° a 119,07°.[11]
- ethylenoxid, C2H4O
- kuban, C8H8

Výrazně vyšších hodnot může kruhové napětí nabývat u bicyklických molekul; například bicyklobutan, C4H6, má jedno z největších kruhových napětí u sloučenin izolovatelných ve větších množstvích; jeho energie napětí se odhaduje na 267 kJ mol−1.
Cyklopropan má menší kruhové napětí než by se dalo u tříčlenného kruhu čekat, protože má vůbec nejmenší míru nenasycenosti; nárůst míry nenasycenosti zvyšuje kruhové napětí., z tohoto důvodu je například u cyklopropenu toto napětí větší než u cyklopropanu.

## Využití
Potenciální energie a struktury vazeb u molekul s kruhovým napětím se využívají v organických syntézách v reakcích, jako jsou polymerizace metatezemi s otevíráním kruhů, fotochemická otevírání kruhů cyklobutenů a nukleofilní otevírání kruhů epoxidů a aziridinů.
Zvýšené potenciální energie v důsledku kruhového napětí také u výbušnin zvyšují energie uvolněné při výbuchu a/nebo jejich citlivost; například se tak dá z velké části vysvětlit citlivost 1,3,3-trinitroazetidinu.